# Глушков, Виктор Григорьевич
Виктор Григорьевич Глушков (10 [22] марта 1883, Верный — 1937, Ленинград) — русский советский учёный-гидролог, специалист в области гидротехники и гидродинамики, член-корреспондент Академии наук СССР (1932), академик ВАСХНИЛ (1935).

## Биография
Родился 10 (22) марта 1883 года в городе Верный. Его отец, Григорий Васильевич Глушков (1849—?), выходец из крестьянской семьи, окончил в 1877 году Академию художеств. получив звание классного художника 3-й степени, и работал учителем рисования, черчения и чистописания в мужской и женской Верненских гимназиях. Мать, Сусанна Васильевна, была дочерью священника.
В 1901 году окончил с золотой медалью гимназию и поступил в Петербургский институт инженеров путей сообщения. После окончания института в 1907 году был оставлен на кафедре для совершенствования по гидротехнической специальности. В течение года находился в научной командировке по России и за границей, изучал вопрос заиливания рек в Германии, Франции и Италии.
Три года заведовал гидрометрической частью Туркестанского края, опубликовав за это время 32 научные работы. Затем до 1920 года руководил гидрометрической частью Европейской России (жил в Петрограде); в 1918—1920 годах заведовал Водноэнергетическим бюро Отдела по подготовке электрификации Северного района России. В последующие годы участвовал в проектировании многих гидроэлектростанций и других сооружений, в том числе Волго-Донского канала.
В 1922 году организовал Российский гидрологический институт и в течение 14 лет был его руководителем; с 1932 года руководил работами по водному кадастру СССР.
Основные труды — по гидрологии суши, гидрометрии, наносам рек. Им был разработан географо-гидрологический подход к исследованию водных объектов. Изобрёл ряд гидрологических приборов, в т. ч. лимниграф, батометр-тахиметр, суммарный дождемер и др.
Заслуженный деятель науки и техники РСФСР (1931); 29 марта 1932 года был избран членом-корреспондентом АН СССР по отделению математических и естественных наук (гидрология), в 1935 году — академиком ВАСХНИЛ.
Был арестован 25 (или 26) декабря 1936 года. Выездной сессией Военной коллегии Верховного суда СССР в г. Ленинград 22 мая 1937 года был приговорён по ст. ст. 58-7-8-11 УК РСФСР к высшей мере наказания. Расстрелян 23 мая 1937 года.
Реабилитирован в 1956 году. 

## Память
В честь В. Г. Глушкова в 1925 году была названа бухта в северной части залива Русанова на Карском побережье северного острова Новой Земли.